# Anna-Katharina-Emmerick-Haus

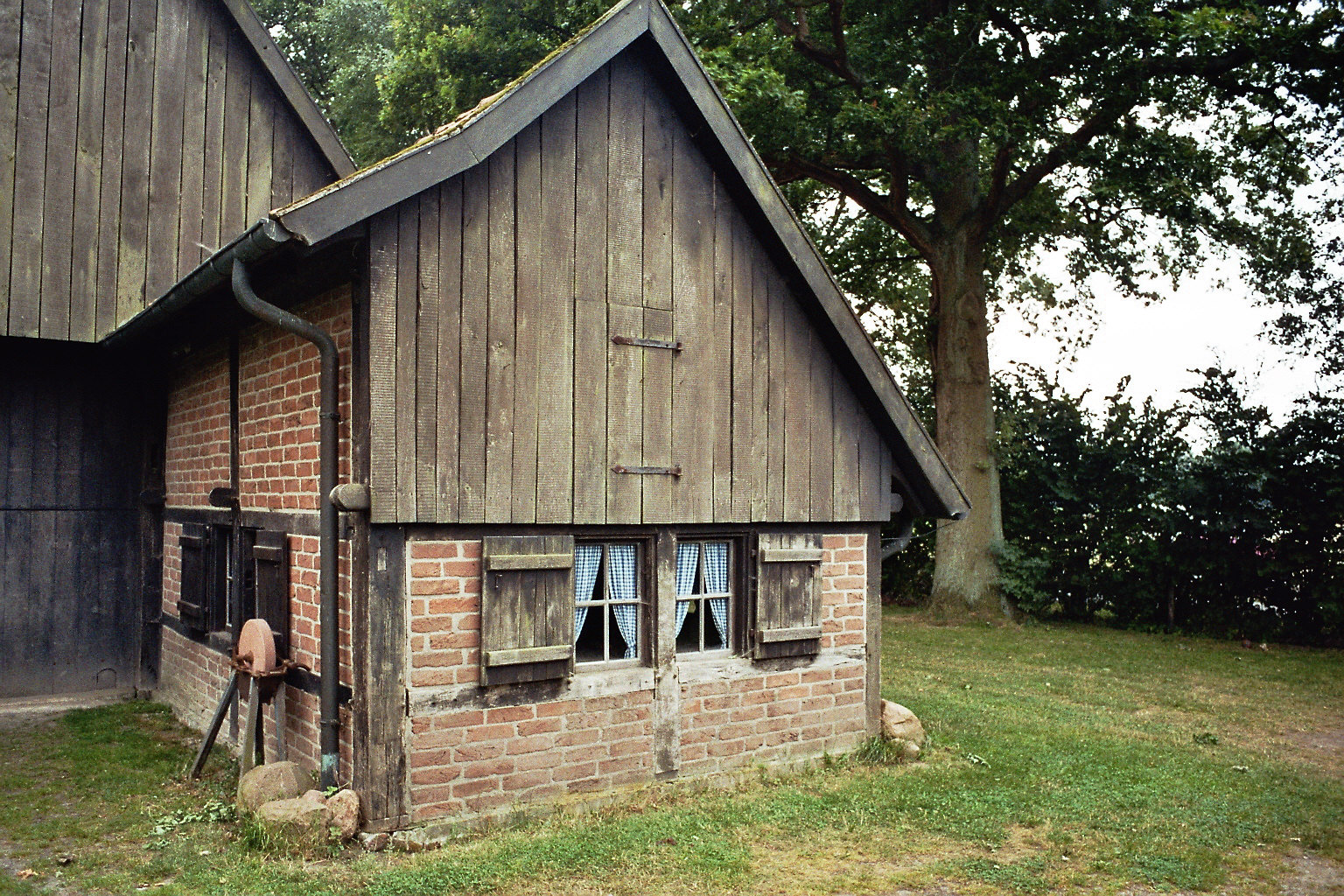
Anna-Katharina-Emmerick-Haus

Das Anna-Katharina-Emmerick-Haus ist die Rekonstruktion des Geburtshauses der seligen Anna Katharina Emmerick am originalen Standort und eine museal eingerichtete Gedenkstätte. Es befindet sich in der zu Coesfeld gehörigen Bauerschaft Flamschen und hat die Postadresse Emmerickweg 20.

## Geschichte
Bei diesem Gebäude handelte es sich um ein strohgedecktes Doppelheuerhaus in Zweiständerbauweise. Ein genaues Baudatum fehlt, es wird aber erstmals um 1750 in einem Einwohnerverzeichnis erwähnt. Es gibt einen Hinweis, dass das Haus bereits 1690 existierte, in einer Schatzungsliste ist es als Emmericks Leibzucht vermerkt. Damals (und bis auf den heutigen Tag) gehörte es, wie bei Heuerlingshäusern üblich, zu einem größeren landwirtschaftlichen Betrieb, in diesem Fall zu dem benachbarten gleichnamigen Hof Emmerick/Emmerich, Flamschen 1. Das Haus war/ist in Nord-Süd-Richtung errichtet. Der verbretterte Steilgiebel kragt auf Konsolknaggen vor. Bei Änderungen im Verlauf des 19. Jahrhunderts (jedoch wohl erst bei dem Umbau 1897) wurden die ursprünglichen Bleisprossenfenster durch Holzsprossenfenster mit wesentlich größeren Fenstereinzelflächen ersetzt. Auch die Lehmgefache ersetzte man durch Feldbrandziegel. Der kleine Anbau an der Nordseite/Giebelseite war erst 1795 als „Nähstübchen“ für A. K. Emmerick nach ihrer Lehrzeit in der Stadt Coesfeld angefügt worden.
Bis zum teilweisen Umbau gegen Ende des 19. Jahrhunderts war es ein sogenanntes Rauchhaus (vgl. auch „Rauchküche“). Bei diesem Umbau wurde die östliche Traufwand erhöht, die Innenaufteilung verändert und ein Küchenraum mit eigenem Kamin eingerichtet. Das Dach erhielt eine Pfannendeckung. Ebenso integrierte man dabei etliche Räume der anderen Hälfte des Doppelhauses und brach dessen nicht benötigte Teile ab. Bis 1932 wurde die landwirtschaftliche Fläche des Kottens durch Nachfahren von Sr. Anna Katharinas Geschwistern bewirtschaftet, diese zogen 1933 auf eine neu errichtete Hofstelle. Danach wurde das Haus nur noch zu Wohnzwecken genutzt, u. a. von ausgebombten Personen aus dem Ruhrgebiet. Bis ungefähr 1952 war das Gebäude bewohnt, anschließend nutzte es der Eigentümer nur noch für landwirtschaftliche Zwecke. Im sog. Wohnstübchen war ein Gebetsraum eingerichtet, das Haus war besonders seit Einleitung des Seligsprechungsverfahrens Ende des 19. Jahrhunderts Ziel von Pilgern und Besuchern. Mit Einstellung dieses Verfahrens 1928 ebbte der Besucherstrom ab. Ab 1956 wurde es auch für die Landwirtschaft nicht mehr benötigt und verfiel.
Erst der 1966 gegründete Anna-Katharina-Emmerick-Verein e. V., Coesfeld initiierte eine gründliche bauliche und historische Untersuchung durch Fachleute des Freilichtmuseums Detmold und eine Restaurierung. Im Jahr 1968 wurde dann damit begonnen. Die östliche Traufwand wurde auf die originale Höhe reduziert, das Dach mit Ried gedeckt. Im Bereich der anderen Hälfte an der Südseite des Emmerick-Teils errichtete man ein neues Wohnhaus für einen Hausmeister, der auch die Betreuung der Gedenkstätte gewährleisten sollte. Kurz vor Vollendung der Maßnahmen brannte 1969 das Emmerick-Haus, doch konnten die tragenden Holzbalken dank des rechtzeitigen Eintreffens der Feuerwehr gerettet werden, so dass eine erneute Restaurierung möglich war. 1974 war alles fertiggestellt, doch 1976 brannte das Gebäude erneut und diesmal blieb kaum Originalsubstanz erhalten, trotzdem entschloss man sich gegen alle Kritik und anderer Pläne mit dem Gelände (z. B. Errichten eines schlichten Holzkreuzes) zu einem originalgetreuen Neubau, zumal des Seligsprechungsverfahren wieder aufgenommen worden war. Ausschlaggebend zur Rekonstruktion, diesmal mit Dachziegeln statt eines Rieddaches, waren jedoch Klauseln im Erbbauvertrag. 1980 wurde die Gedenkstätte eingeweiht, sie war mit beschafften alten Ausstattungsstücken eingerichtet. Original ist jedoch die in der „Nähstube“ ausgestellte Kastenkrippe, die von Anna Katharina Emmerick selbst angefertigt und in St. Jakobi verwahrt worden war. Ein Wasserschaden durch starke Regenfälle veranlasste das Ersetzen des Lehmfußbodens durch Feldbrandziegel in den Haupträumen, in den Nebenräumen blieb der Lehmfußboden bis auf den heutigen Tag erhalten.

## Heutige Aufteilung
In dem als „Deele“ bezeichneten Hauptraum befindet sich wie bereits zu Lebzeiten der Emmerick eine ebenerdige Feuerstelle, ein bäuerlicher Esstisch dient der Präsentation von Schriften und Informationsmaterial. In der Ostseite des Gebäudes ist neben der Darstellung der „Webstube ihres Bruders“ ein kleiner Raum für die nähere Erläuterung des Lebens von Anna Katharina Emmerick anhand von Bildtafeln und Schauwänden mit Text. Des Weiteren ist auf dieser Seite noch eine Spülküche nach damals zeitgenössischem Vorbild eingerichtet. Die Westseite nehmen Viehstände und die „Geburtsstube“, das Elternschlafzimmer, ein. Neben dem großen Eingangstor befindet sich der Zugang zur Nähstube, in der sich die bereits erwähnte Kastenkrippe, ein Tisch, eine Anrichte, eine Nachbildung des von Anna Katharina Emmerick verehrten Coesfelder Kreuzes sowie diverse kleinere Ausstellungsstücke befinden. Auf dem Außengelände ist noch ein rekonstruierter Ziehbrunnen.

## Sonstiges
Die in Dülmen an der Lüdinghauser Straße ehemals existierende Gedenkstätte wurde ebenfalls als Emmerickhaus bezeichnet. Die Ausstellungsstücke befinden sich seit 2004 in der Krypta der Hl.-Kreuz-Kirche, das Gebäude wurde inzwischen abgerissen.
In der (ehem.) Pfarrkirche St. Laurentius in Coesfeld, heute Pfarrkirche Anna Katharina, wird ein Modell des Geburtshauses als Stall bei der Weihnachtskrippe verwendet.